# Fuzzy Knight
John Forrest Knight, detto Fuzzy (Fairmont, 9 maggio 1901 – Woodland Hills, 23 febbraio 1976), è stato un attore statunitense.

## Filmografia parziale

### Cinema
- Lady Lou - La donna fatale (She Done Him Wrong), regia di Lowell Sherman (1933)
- Pericolo all'ovest (The Gold Racket), regia di Louis J. Gasnier (1937)
- Mia bella pollastrella (My Little Chickadee), regia di Edward F. Cline (1940)
- Horror Island, regia di George Waggner (1941)
- Cowboy and the Senorita, regia di Joseph Kane (1944)
- Gunman's Code, regia di Wallace Fox (1946)
- Night Raiders, regia di Howard Bretherton (1952)
- Il re della prateria (These Thousand Hills), regia di Richard Fleischer (1959)

### Televisione
- L'uomo e la sfida (The Man and the Challenge) – serie TV, episodio 1x15 (1959)
- Outlaws – serie TV, episodio 1x10 (1960)